# سرنا اورتولانی
سرنا اورتولانی (انگلیسی: Serena Ortolani؛ زادهٔ ۷ ژانویهٔ ۱۹۸۷) بازیکن تیم ملی والیبال زنان ایتالیا است.